# Sexto Carminio Veto (cónsul 116)
Sexto Carminio Veto (en latín Sextus Carminius Vetus) fue un senador romano de finales del siglo I y comienzos del siglo II, que desarrolló su carrera política bajo los imperios de Domiciano, Nerva, Trajano y, posiblemente, Adriano

## Familia
Era hijo de Sexto Carminio Veto consul suffectus en 83, bajo Domiciano. 

## Carrera
Su único cargo conocido es el de consul ordinarius en 116, bajo Trajano.

## Descendencia
Su hijo fue Sexto Carminio Veto, consul ordinarius en 150, bajo Antonino Pío. 